# Victoria Osuigwe
Victoria Osuigwe (* 12. Dezember 2006 in Bradenton) ist eine US-amerikanische Tennisspielerin.

## Karriere
Victoria Osuigwe spielt vorrangig Turniere der ITF Women’s World Tennis Tour, bei denen sie bislang zwei Titel im Doppel gewinnen konnte.

### College Tennis
Ab Herbst 2025 wird Victoria Osuigwe für die Damentennismannschaft der North Carolina State University spielen.

## Turniersiege

### Doppel
| Nr. | Datum         | Turnier    | Kategorie | Belag     | Partnerin       | Finalgegnerinnen                    | Ergebnis         |
| --- | ------------- | ---------- | --------- | --------- | --------------- | ----------------------------------- | ---------------- |
| 1.  | 15. Juli 2023 | Punta Cana | ITF W25   | Sand      | Whitney Osuigwe | Alicia Herrero Liñana Melany Krywoj | 6:1, 1:6, [10:7] |
| 2.  | 1. März 2025  | Arcadia    | ITF W35   | Hartplatz | Alana Smith     | Aldila Sutjiadi Janice Tjen         | 6:3, 6:4         |

## Persönliches
Victoria Osuigwe ist als jüngstes von drei Kindern Teil einer sportlichen Familie. Ihr Vater Desmond spielte Tennis an der Jackson State University, ihre Mutter Jessica spielte Softball am College, ihre Schwester Whitney ist ebenfalls Profitennisspielerin und ihr Bruder Deandre spielte Basketball an der Florida A&M University.